# Équipe de France de football en 1968
Chronologie
Saison précédente Saison suivante
Cet article traite de l'année 1968 de l'équipe de France de football.
- L'équipe de France ne joue pas à Paris, en raison de la rénovation du Parc des Princes.
- Le 17 juin l'International Board décide d'autoriser deux remplaçants en compétition, sans limitation de motif.

## Les matchs
| Date              | Stade                                 | Adversaire           | Score | Comp            | Buteurs français |
| 6 avril 1968      | Stade Vélodrome Marseille, France     | Yougoslavie          | N 1-1 | CE (1/4 aller)  | Di Nallo (78e)   |
| 24 avril 1968     | Etoile rouge Belgrade, Yougoslavie    | Yougoslavie          | D 1-5 | CE (1/4 retour) | Di Nallo (33e)   |
| 25 septembre 1968 | Stade Vélodrome Marseille, France     | Allemagne de l'Ouest | N 1-1 | A               | Bosquier (72e)   |
| 17 octobre 1968   | Stade Gerland Lyon, France            | Espagne              | D 1-3 | A               | Blanchet (22e)   |
| 6 novembre 1968   | Stade de la Meinau Strasbourg, France | Norvège              | D 0-1 | QCM             | -                |

A : match amical. CE : Euro 1968. QCM : match qualificatif pour la Coupe du monde 1970

## Les joueurs
| Joueurs                                                   |    |    |     |     |     |
| Gardiens de but                                           |    |    |     |     |     |
| Marcel Aubour (OGC Nice) (dernières sélections)           | 90 | 90 |     |     |     |
| Georges Carnus (AS Saint-Étienne)                         |    |    | 90  | 90  | 90  |
| Défenseurs                                                |    |    |     |     |     |
| Jean Djorkaeff (Olympique de Marseille)                   | 90 | 90 | 90  | 90  | 90  |
| Bernard Bosquier (AS Saint-Étienne)                       | 90 | 90 | 90  | 90  | 90  |
| Jean Baeza (AS Monaco/Red Star FC) (dernières sélections) | 90 | 90 | 67  | 90  |     |
| Claude Quittet (FC Sochaux)                               | 90 | 90 |     |     | 90  |
| Vincent Estève (FC Nantes) (1re et dernière sélection)    |    | 90 |     |     |     |
| Roland Mitoraj (AS Saint-Étienne) (dernières sélections)  |    |    | 90  | 90  |     |
| Roger Lemerre (RC Paris Sedan) (1re sélection)            |    |    | r23 |     | 90  |
| Milieux                                                   |    |    |     |     |     |
| Robert Herbin (AS Saint-Étienne) (dernières sélections)   | 90 |    |     | 90  |     |
| Jacky Simon (FC Nantes/Girondins de Bordeaux)             | 90 |    |     | r45 |     |
| Yves Herbet (RC Paris Sedan) (11e sélection)              |    | 90 |     |     |     |
| Robert Szczepaniak (FC Metz) (dernières sélections)       |    | 90 | 90  | 45  | 45  |
| Aimé Jacquet (AS Saint-Étienne) (1re sélection)           |    |    | 90  | 90  |     |
| André Betta (FC Rouen) (uniques sélections)               |    |    | 90  |     | r45 |
| Henri Michel (FC Nantes) (4e sélection)                   |    |    |     |     | 90  |
| Gilbert Gress (VfB Stuttgart) (2d sélection)              |    |    |     |     | 73  |
| Attaquants                                                |    |    |     |     |     |
| Charly Loubet (OGC Nice)                                  | 90 | 90 | r56 |     | r17 |
| Fleury Di Nallo (Olympique lyonnais)                      | 90 | 90 |     |     |     |
| Georges Bereta (AS Saint-Étienne)                         | 90 |    | 90  | 90  | 90  |
| Nestor Combin (AC Torino) (8e et dernière sélection)      | 90 |    |     |     |     |
| André Guy (Olympique lyonnais) (dernières sélections)     |    | 90 |     | 90  | 90  |
| Bernard Blanchet (FC Nantes)                              |    |    | 34  | 90  | 90  |
| Hervé Revelli (AS Saint-Étienne) (5e sélection)           |    |    | 90  |     |     |